# Nonagon Infinity
Nonagon Infinity es el octavo álbum de estudio de la banda australiana de rock psicodélico King Gizzard & the Lizard Wizard. Fue lanzado el 29 de abril de 2016 por ATO Records. El álbum está diseñado para reproducirse como un "bucle infinito" en el que cada canción pasa a la siguiente, de modo que "el disco se puede reproducir de adelante hacia atrás y viceversa y el sonido no se interrumpe". El título es una referencia a esta idea, ya que hay nueve canciones en el álbum que se pueden reproducir "infinitamente".
El álbum ganó "polémicamente" como mejor álbum de Hard Rock/Heavy Metal en los ARIA Music Awards de 2016, con algunos acusando a ARIA de clasificar erróneamente a Nonagon Infinity.
Varios aspectos del álbum se presentan en álbumes posteriores. La pista de apertura, "Robot Stop", presenta brevemente el uso de la afinación microtonal, una técnica que se explora más a fondo en el siguiente álbum de la banda, Flying Microtonal Banana. El título también se menciona en la letra de "The Lord of Lightning" de su álbum de 2017, Murder of the Universe.

## Recepción
Tras su lanzamiento, Nonagon Infinity recibió elogios de los críticos musicales. En Metacritic, que asigna una calificación normalizada de 100 a las reseñas de los críticos, el álbum recibió una puntuación promedio de 83, según 14 reseñas, lo que indica "aclamación universal".
Escribiendo para AllMusic, Tim Sendra afirmó que el sonido inventivo de la banda hizo de Nonagon Infinity "no solo su mejor álbum hasta ahora, sino quizás el mejor álbum de psych-metal-jazz-progresivo de todos los tiempos". También llamó al álbum una "increíble epopeya psíquica progresiva".
El director Edgar Wright ha citado el álbum como uno de sus álbumes favoritos de todos los tiempos, afirmando que "podría ser perdonado por pensar que estaba escuchando una pista larga y extendida, pero Dios mío lo hace genial".
Matthew Coakley de The Triangle lo calificó como un álbum "mediocre" y, musicalmente, "una estética de garage rock de baja fidelidad áspera, pesada y lo-fi, y creó un 'bucle sin fin' en un álbum donde todas las canciones fluyen directamente entre sí".
Jamie McNamara, de la revista BeatRoute, lo calificó como "una epopeya de garage-rock alegre".
En 2019, Nonagon Infinity ocupó el segundo lugar en la lista de Happy Mag de "Los 25 mejores álbumes de rock psicodélico de la década de 2010".
Fue calificado por The Guardian 4/5, Mojo 4/5, Q 4/5, Record Collector 4/5, AnyDecentMusic? 7.8/10, Drowned in Sound 9/10, Exclaim! 8/10, Pitchfork 8.0/10, Uncut 8/10 y NME 4/5.

## Lista de canciones
El vinilo tiene las pistas 1–4 en la cara A y las pistas 5–9 en la cara B.
Todas las pistas están escritas por Stu Mackenzie.
| N.º | Título            | Duración |  |
| 1.  | «Robot Stop»      | 5:22     |  |
| 2.  | «Big Fig Wasp»    | 4:54     |  |
| 3.  | «Gamma Knife»     | 4:21     |  |
| 4.  | «People-Vultures» | 4:45     |  |
| 5.  | «Mr. Beat»        | 4:56     |  |
| 6.  | «Evil Death Roll» | 7:14     |  |
| 7.  | «Invisible Face»  | 3:01     |  |
| 8.  | «Wah Wah»         | 2:54     |  |
| 9.  | «Road Train»      | 4:18     |  |

## Personal
Créditos para Nonagon Infinity adaptados de las notas del álbum.
King Gizzard & the Lizard Wizard
- Michael Cavanagh - batería, conga
- Ambrose Kenny-Smith - armónica, órgano
- Stu Mackenzie - voz, guitarra eléctrica, sintetizador, órgano, zurna
- Joey Walker - guitarra eléctrica, setar, sintetizador
- Cook Craig - guitarra eléctrica, sintetizador
- Lucas Skinner - bajo
- Eric Moore - batería

Producción
- Wayne Gordon - grabación
- Paul Maybury - grabación (pistas 2, 4, 7)
- Michael Badger - grabación vocal, mezcla
- Stu Mackenzie - grabación vocal adicional, mezcla adicional
- Joe Carra - masterización
- Jason Galea - arte
- Danny Cohen - fotografía